# Murums socken
Murums socken i Västergötland ingick i Ås härad, ingår sedan 1974 i Ulricehamns kommun och motsvarar från 2016 Murums distrikt.
Socknens areal är 27,37 kvadratkilometer varav 27,24 land. År 2000 fanns här 133 invånare. Sockenkyrkan Murums kyrka ligger i socknen.

## Administrativ historik
Socknen har medeltida ursprung.
Vid kommunreformen 1862 övergick socknens ansvar för de kyrkliga frågorna till Murums församling och för de borgerliga frågorna bildades Murums landskommun. Landskommunen uppgick 1952 i Hökerums landskommun som 1974 uppgick i Ulricehamns kommun. Församlingen uppgick 2006 i Hällstads församling.
1 januari 2016 inrättades distriktet Murum, med samma omfattning som församlingen hade 1999/2000.
Socknen har tillhört län, fögderier, tingslag och domsagor enligt vad som beskrivs i artikeln Ås härad. De indelta soldaterna tillhörde Älvsborgs regemente, Ås kompani och Västgöta regemente, Elfsborgs kompani.

## Geografi
Murums socken ligger nordväst om Ulricehamn kring ett tillflöde till Lidan. Socknen har odlingsbygd vid ån och är i övrigt en kuperad skogsbygd.

## Fornlämningar
Tre hällkistor från stenåldern är funna. Från järnåldern finns två gravfält och stensättningar.

## Namnet
Namnet skrevs 1380 Mureem och kommer från kyrkbyn. Efterleden är hem, 'boplats; gård'. Förleden kan möjligen vara mur, 'stenmur'.